# Torsperre (Hamburg)

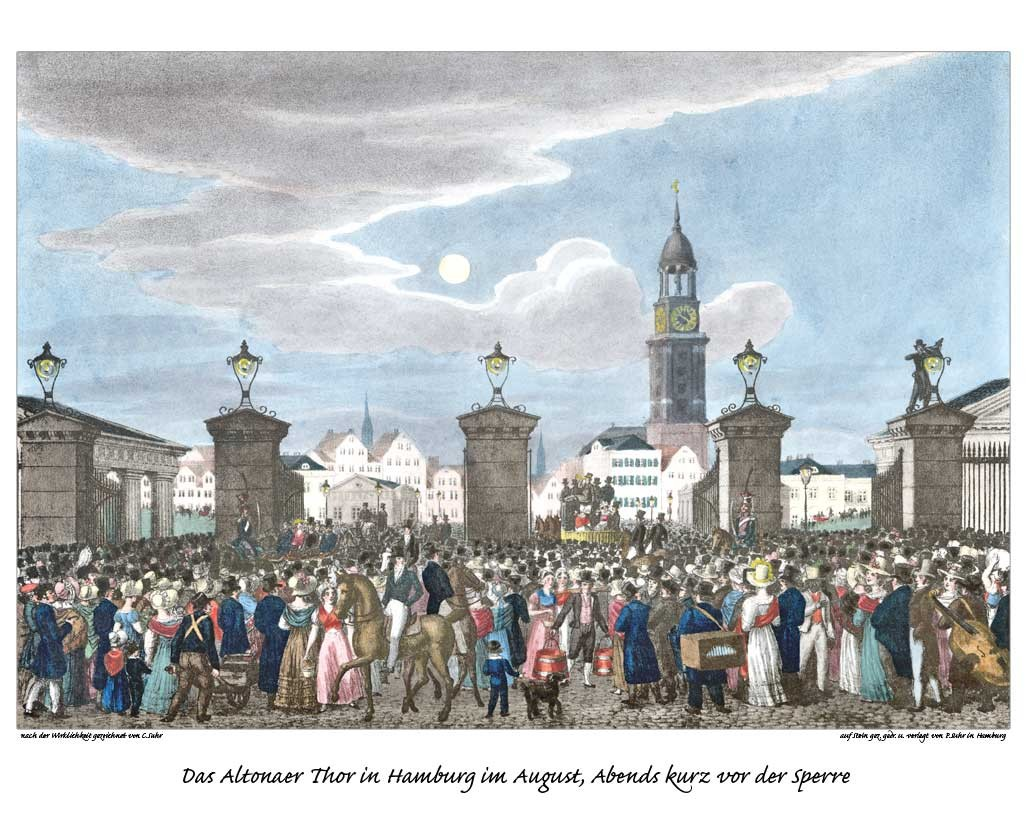
Abendliches Gedränge vor dem Millerntor, Lithografie der Gebrüder Suhr um 1820

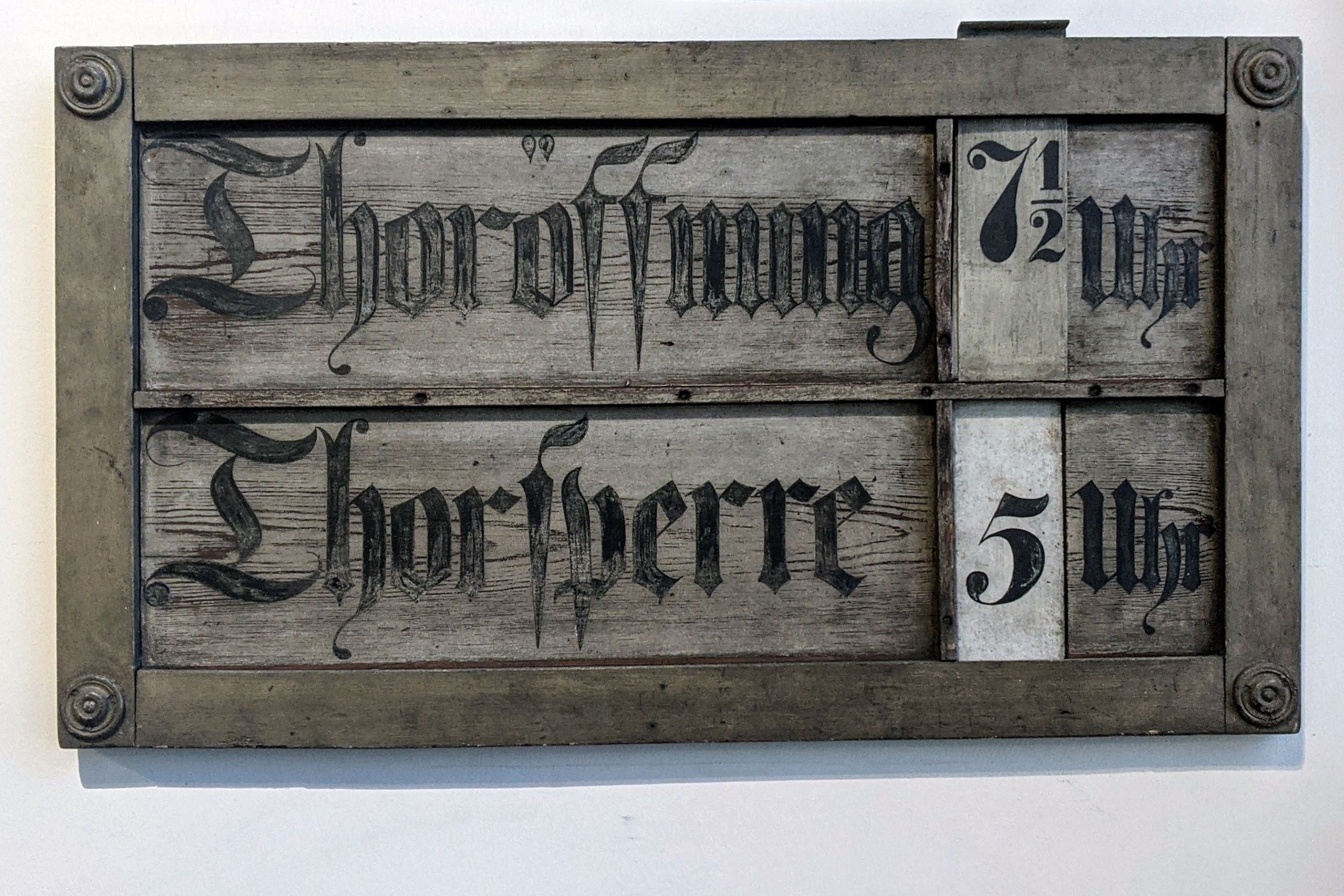
Anzeigetafel mit Toröffnungs- und -Sperrzeiten im Museum für Hamburgische Geschichte

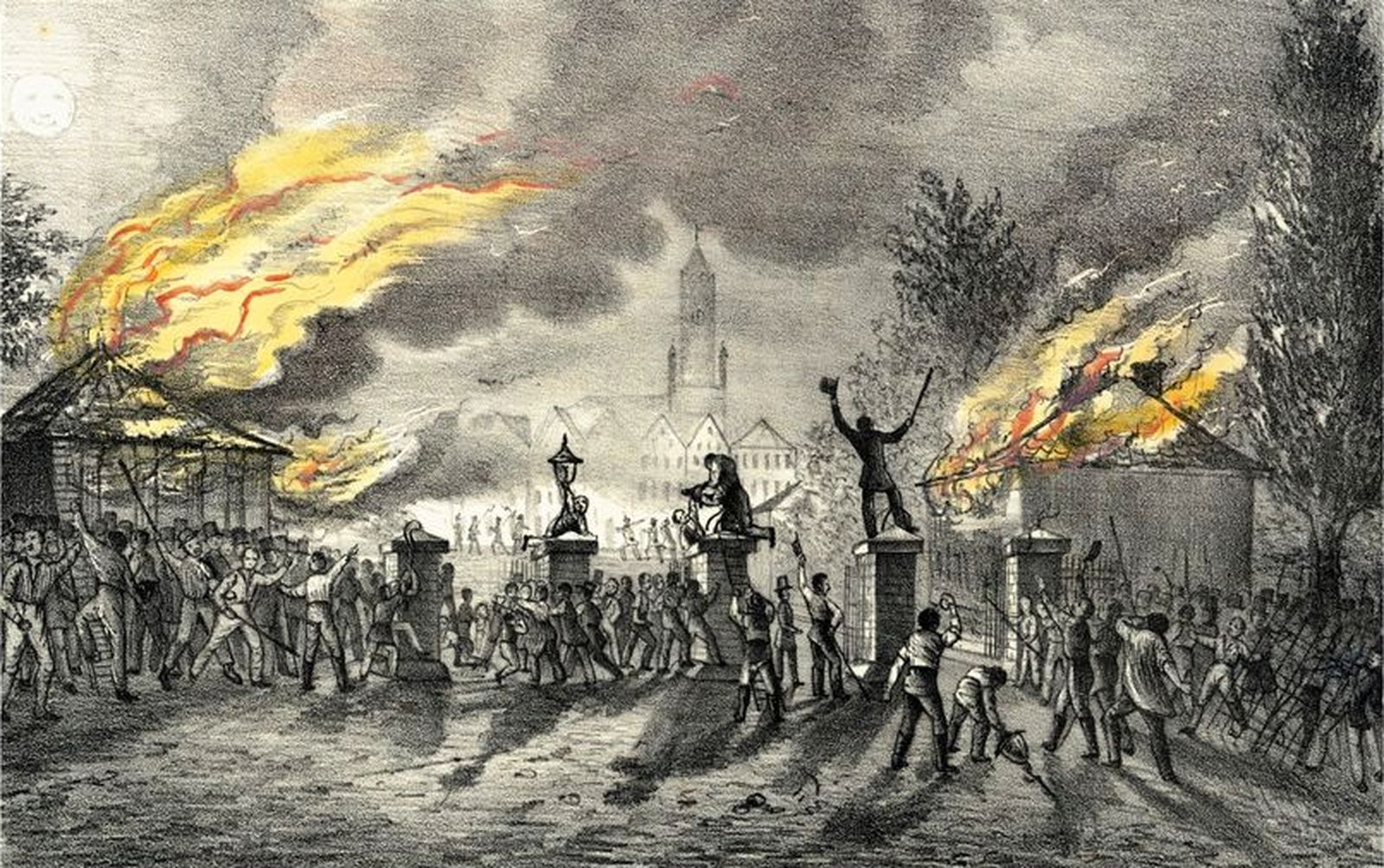
Proteste gegen die Torsperre am Steintor, 9. Juni 1848

Mit Torsperre wurde in Hamburg die abendliche und nächtliche Öffnung der Stadttore gegen Zahlung einer Gebühr bezeichnet. Sie löste ab 1798 schrittweise den Torschluss ab, das vollständige Schließen der Tore bei Sonnenuntergang. Ende 1860 wurde die Torsperre aufgehoben.

## Einführung der Torsperre

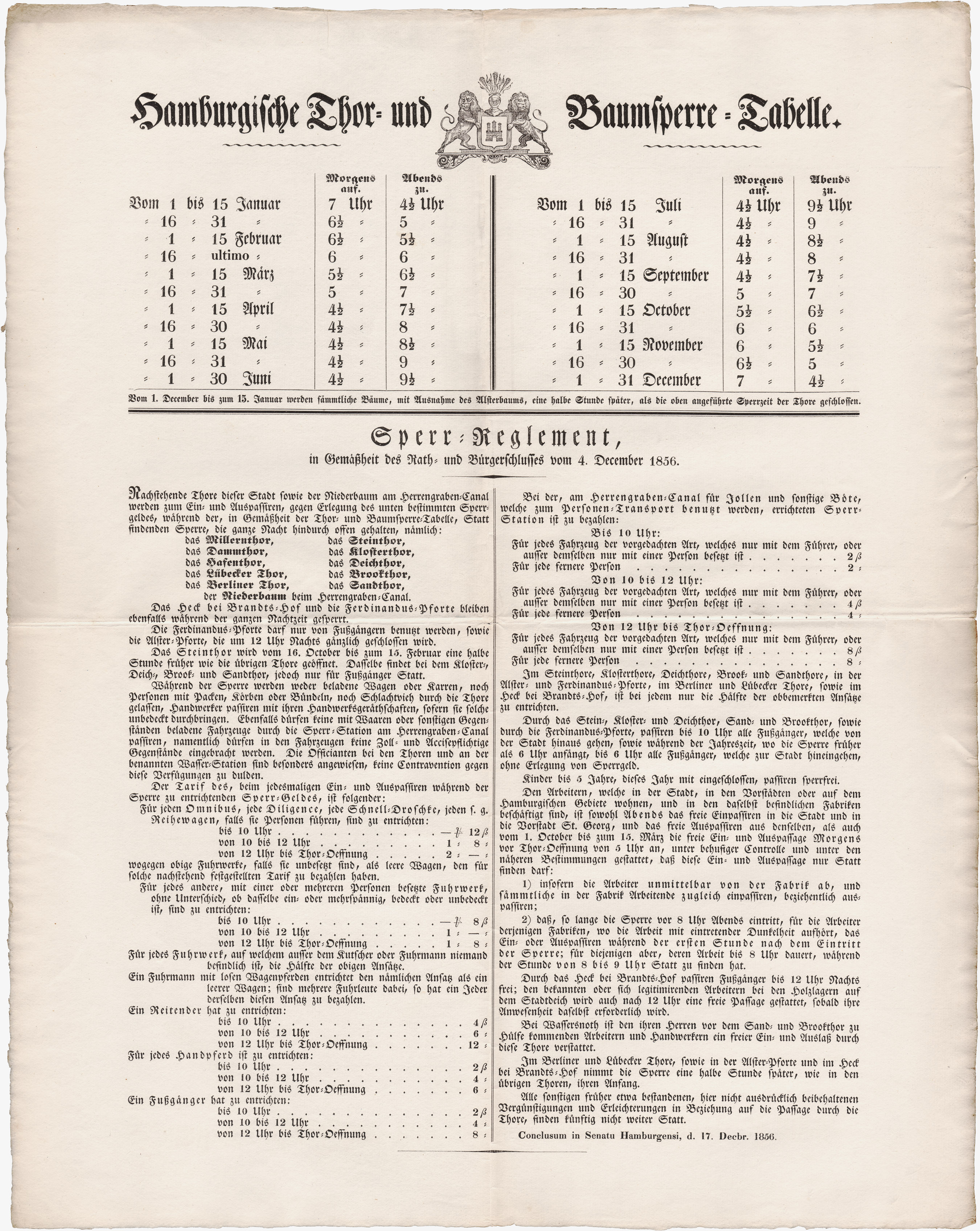
Plakat mit der Hamburgischen Tor- und Baumsperre-Tabelle von 1856

Ende des 18. Jahrhunderts stieg die Zahl der Bevölkerung innerhalb der Hamburger Befestigungsanlage an. Die Folge waren Wohnungsnot und hohe Mieten. 1796 beantragten die Oberalten mehrmals, den Torschluss durch eine Torsperre zu ersetzen. Der Rat willigte erst 1798 ein. Ab dem 13. September 1798 wurde zunächst nur das Steintor als Verbindung zwischen der inneren Stadt und der östlich gelegenen Vorstadt St. Georg geöffnet.
Tore und Sperrzeiten:
- 13. September 1798: Nur das Steintor ist bis 23 Uhr geöffnet, für alle anderen gilt weiterhin der Torschluss.
- Ab 1800: Die Sperre am Steintor wird um eine Stunde bis Mitternacht verlängert.
- Ab 1808: Millerntor, Dammtor und die Tore in der Befestigung um St. Georg (Berliner Tor, Lübecker Tor) werden in die Sperre einbezogen.
- Ab 1814: Das Brooktor und das Deichtor kommen hinzu.
- Ab 1825: Als letztes erhält das Sandtor die Torsperre.
- Ab 1841: Die Öffnung der meisten Tore wird auf die gesamte Nacht ausgedehnt, zudem werden mehrere neue Tore, zum Teil nur für Fußgänger, eingerichtet.

## Aufhebung der Torsperre

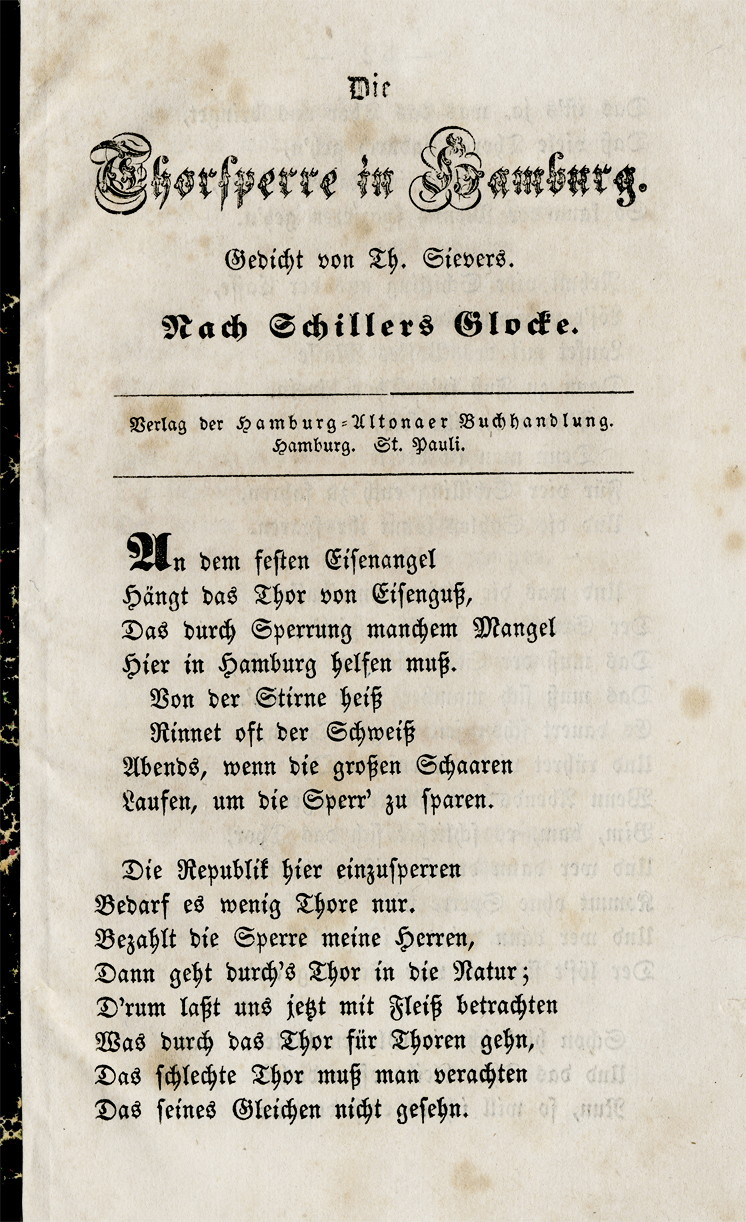
Spottgedicht auf die Hamburger Torsperre

Anfangs wurde die Torsperre von der Hamburger Bevölkerung begrüßt, da sie eine Verbesserung der Lebensqualität gegenüber dem vorhergegangenen Torschluss bedeutete. 1804 wurde beschlossen, den auch militärisch veralteten Befestigungsring zurückzubauen, was jedoch durch die französischen Besatzer, die die Wälle wieder ausbauten, zunächst verhindert wurde. Erst zwischen 1820 und 1837 begann die Umwandlung in Parkanlagen. Die alten Stadttore wurden abgerissen und durch breitere Zugangswege mit Gittertoren, Wach- und Akzisegebäuden ersetzt, denn die Torsperre blieb bestehen. Durch die schwindende Notwendigkeit der nächtlichen Sperre im 19. Jahrhundert und den Wunsch nach größerer persönlicher Freiheit wandelte sich die frühere Zustimmung in Ablehnung und Spott. Außerdem behinderte die Torsperre das Wachsen der Stadt: Die Pferdestraßenbahn und die Dampfeisenbahn konnten sich unter der Torsperre nicht entwickeln. Zudem siedelten sich immer mehr Industriebetriebe außerhalb der inneren Stadt an. Für die Arbeiter in diesen Betrieben mussten umständliche Ausnahmeregelungen getroffen werden.
Auf der anderen Seite bildete das Torsperrgeld eine nicht unerhebliche Einnahmequelle für den Hamburger Staat. Außerdem wurden durch die Sperre die Grundstückspreise und Mieten innerhalb der inneren Stadt auf hohem Niveau gehalten. Daher gab es von Seiten des Rates und der Grundeigentümer wenig Interesse, die Torsperre aufzuheben. Um den Klagen aus der Bevölkerung zu begegnen, wurden nach und nach Erleichterungen durch Herabsetzen der Gebühren und Verlängerung der Öffnungszeiten eingeführt. Im November 1860 einigten sich Senat und Bürgerschaft schließlich auf die gänzliche Aufhebung der Torsperre zum 31. Dezember 1860.
Die neue Zollgrenze war nun mit der Landesgrenze identisch. Nachdem die Errichtung der notwendigen Gebäude und Schranken am 21. November 1865 abgeschlossen war, wurden die innerstädtischen Zollstationen und Schlagbäume abgebaut. Damit fiel auch die Gebühr für die Benutzung der Chausseen fort.

## Sonstiges
Am ersten Abend der Torsperre am 13. September 1798 zog eine „unzählbare Menschenmenge“ durch das geöffnete Steintor, um sich an der neuen Errungenschaft zu erfreuen. Ein ähnliches Spektakel wiederholte sich in der Silvesternacht 1860, als die Torsperre aufgehoben wurde.
Um das Torsperrgeld zu umgehen, boten findige Geschäftsleute einen Personentransport per Pferdewagen durch das Tor an: Auf der einen Seite des Tores bestiegen die Fußgänger den Wagen gegen eine geringe Gebühr. Beim Passieren des Tores wurde nur der Tarif für einen beladenen Wagen bezahlt. Auf der anderen Seite der Sperre verließen die Mitfahrenden den Wagen wieder.